# Чарквиани, Павле Константинович
Павле Константи́нович Чарквиа́ни (3 февраля 1935 — 28 мая 2018, Тбилиси) — советский и грузинский кинорежиссёр и сценарист.

## Биография
В 1959 окончил филологический факультет Тбилисского университета, в 1974 — ВКСР (маст. А.Митта).
С 1959 — литературный консультант, старший редактор к/ст «Грузия-фильм» и Тбилисского ТВ.
С 1969 — начальник дубляжного цеха.
В 1968—1970 преподавал сценарное мастерство на факультете искусствоведения Тбилисского государственного университета. Автор сценариев анимационных фильмов: «Соревнование» — 1970, «Мудрец и осел» — 1979; игрового фильма «Тариэл Голуа» — 1969 (совместно с Т.Мамулашвили), а также своих фильмов.

## Фильмография

### Режиссёрские работы
- 1974 — «Первое признание»
- 1976 — «Иваника и Симоника»
- 1979 — «Трубач на карьере»
- 1984 — «Нет худа без добра»
- 1989 — «Колодец» (новелла в киноальманахе «Отстранённые»)
- 1998 — «Мой дорогой, любимый дедушка»

### Сценарные работы
- 1968 — «Тариэл Голуа»
- 1974 — «Первое признание»
- 1976 — «Иваника и Симоника»
- 1979 — «Трубач на карьере»
- 1984 — «Нет худа без добра»
- 1989 — «Колодец» (новелла в киноальманахе «Отстранённые»)
- 1998 — «Мой дорогой, любимый дедушка»